# Iveta Barčovska
Iveta Barčovska, coniugata Sotirova (in bulgaro Ивета Барчовска-Сотирова?; Sofia, 4 giugno 1971), è un'ex cestista bulgara.

## Carriera
Con la Bulgaria ha disputato i Campionati europei del 1991.